# Большое Ровкульское
Большо́е Ро́вкульское (устар. Ро́вкульское, устар. Ровколо) — российское озеро в западной части Республики Карелия, в Муезерском районе. Площадь поверхности — 62,5 км². Площадь водосборного бассейна — 1390 км². Высота над уровнем моря — 183,9 м.
Озера вытянуто с северо-запада на юго-восток, состоит из четырёх плёсов соединённых узкими проливами. Берега возвышенные, каменисто-песчаные, покрыты хвойным лесом. На озере 88 островов общей площадью 14,0 км².
Основные притоки — реки Ермакйоки, Юдало, Энингайоки, Лузингилакши и Дёгра. Сток через реку Омельянйоки в озеро Торосозеро. На северо-западе соединяется с озером Ровкульским.
Также в Большое Ровкульское втекает протока без названия, текущая из озёр Ковера, Кужаярви, Эльмюдъярви и Малое Эльмюдъярви.
Дно в основном покрыто илистыми отложениями, в прибрежной зоне преобладают каменистые грунты. Высшая водная растительность представлена тростником.
В озере обитают ряпушка, щука, плотва, сиг, окунь.

## Панорама

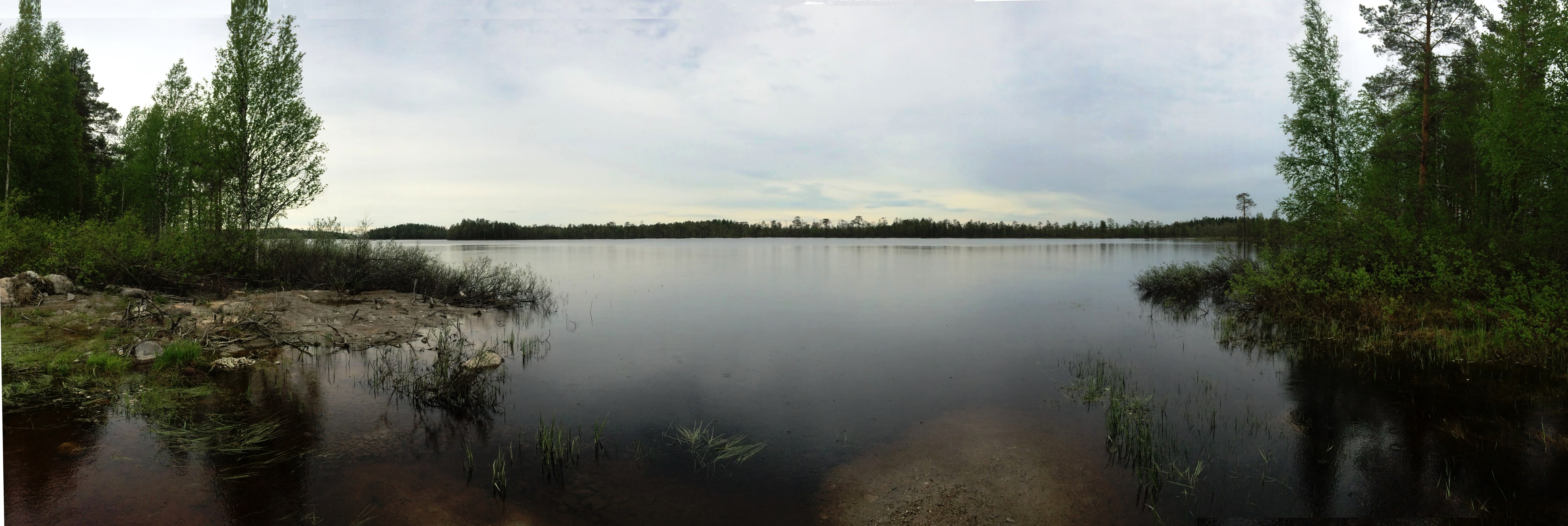
Панорама